# 迪罗勒河
迪罗勒河（法語：Durolle，法語發音：[dyʁɔl]）是法国奥弗涅-罗讷-阿尔卑斯大区卢瓦尔省与多姆山省的河流，是多爾河的右支流，长32.1千米。